# Хлысталов, Эдуард Александрович
Эдуард Александрович Хлысталов (17 декабря 1932 — 13 августа 2003) — полковник, заслуженный работник МВД СССР, член Союза писателей России, автор двух поставленных в театре пьес, исследователь гибели Сергея Есенина. Награждён медалями «За спасение погибавших», «Чернобыльская звезда».

## Биография
Эдуард Хлысталов родился 17 декабря 1932 года в Московской области, в поселке Покровское-Глебово, вошедшем позднее в черту Москвы. Отец из деревни Чаща Петушинского района Владимирской области, мать из деревни Соколино Большесельского района Ярославской области. Сначала родственники, а затем и отец его подверглись репрессии. Отец погиб в 1-й тюрьме Омска 5 марта 1942 года.
После окончания 5 классов Хлысталов был направлен в ремесленное училище № 6, учился на слесаря-сантехника. С 1948 по 1951 год работал в «Мосгазе». Призван в армию. После демобилизации с 1954 по 1963 год снова работал в «Мосгаз» — слесарем, мастером, прорабом.
Работая, четыре года учился в вечерней школе № 2 в Тушино. В 1959 году поступил во Всесоюзный юридический заочный институт (сейчас Московский государственный юридический университет), который закончил в 1964 году, получив специальность правоведа. В 1984 году закончил отделение Академии МВД СССР.
В 1963 году был приглашен на должность районного следователя в органы милиции. В 1964 году назначен старшим следователем в Октябрьское РУВД. Расследовал сложные уголовные дела, связанные со взяточничеством, хищением государственного имущества, преступлениями. Был награждён знаком «Отличник милиции». В 1964 году назначен следователем, потом старшим следователем Петровки, 38.
В 1976 году назначен в управление по воспитанию личного состава МВД СССР. Фактически был инструктором по борьбе с нарушениями законности в органах внутренних дел и прокуратуре, привлекал к уголовной ответственности работников милиции, инспектировал подразделения внутренних дел в стране, добивался увольнения или предания суду лиц, совершивших преступления.
С 1983 года — инспектор Политического управления МВД СССР.
Начал писать с 1951 года, сначала рабкором. С 1955 года член редколлегии многотиражной газеты «За газификацию». Автор многих статей, очерков, рассказов и повестей. Во всех публикациях пропагандировал борьбу с преступностью, честное отношение к людям, любовь к Родине. Много работал в закрытых архивах, писал политические очерки, в которых делал попытки борьбы с фальсификациями истории, изучал судьбы известных личностей, таких как Г. Гапон, адмирал А. Колчак, поэты С. Есенин, А. Ганин, В. Наседкин, П. Васильев, С. Клычков, П. Орешин и многих других.
Полковник милиции. Лауреат и дипломант ряда литературных и журналистских конкурсов. Инвалид Чернобыля.
Явился прототипом подполковника Александра Хлыстова в сериале «Есенин», роль которого сыграл Александр Михайлов.

## Творчество
- «Любовь и смерть Сергея Есенина» (1992)
- «Тайна гибели Есенина. Записки следователя из „Англетер“»
- «13 уголовных дел Сергея Есенина»

## Публикации
- Тайна гостиницы «Англетер». — Журнал «Москва», 1989, № 7.
- Неизвестное уголовное дело Сергея Есенина
- Смерть на Ваганьковском кладбище
- Дело № 12175 Георгия Есенина
- Босиком среди гадюк: История убийства московского генерал-губернатора великого князя С. А. Романова / Э. А. Хлысталов. О Союзе Русского народа / В. М. Острецов. — М.: Отечество, 1992. — 64 с. — (Библиотечка КЛИО). — 100 000 экз. — ISBN 5-203-01488-4.